# Neocalyptis nematodes
Neocalyptis nematodes Meyrick, 1928 è una falena appartenente alla famiglia Tortricidae. Vive sull'isola di Luzon nelle Filippine e sull'isola di Giava in Indonesia.